# Reteporellina orstomia
Reteporellina orstomia är en mossdjursart som först beskrevs av Gordon och Jean-Loup d'Hondt 1997.  Reteporellina orstomia ingår i släktet Reteporellina och familjen Phidoloporidae. Inga underarter finns listade i Catalogue of Life.